# Scopula californiata
Scopula californiata là một loài bướm đêm trong họ Geometridae.